# Пороскотень
Поро́скотень — село у Немішаївській селищній громаді Бучанського району Київської області. Розташоване на шляху Клавдієво-Тарасове — Макарів, на річці Стрижень. Виникло у XIX столітті.
Згідно з краєзнавчими джерелами зазначено наступне.
«Пороскотень хутір за 5-ть верст до півдня від Пилипович, з невеликим ставком і водяним при ньому млином і винокурнею, що належить до Фасівського маєтку. У хуторі оточеному лісами тільки 4 двори; але у зимку живе при винокурні до 25 чоловік, що надсилаються економією.
Бабка хутір в 1-й версті від Пороскотеня також серед лісу. Тут є тільки корчма та млин при ставку і невеликій хаті. Бабка з 600 десятинами лісу, що колись належала до Фасівського маєтку, куплена в 1850 році за 12000 рубл. серебр. поміщиком Єремеєвим. У цьому ж лісі знаходиться урочище Шабельна із корчмою. Біля Шабельни і Бабки йде давня дорога з Рубежівки на Нову Греблю. Біля Бабки розміщено стародавні кургани, які ніколи ніким не досліджувались.»
Згадана дорога має дуже давню історію. Вона проходила ще за часів Київської Русі до Древлянських земель
За даними довідника «Список населенных мест Киевской губернии» 1900 року, «Хутір Пороскотень, при селі Пилиповичах (власницький). У ньому дворів 17, мешканців обох статей 75, з них чоловіків 38 та жінок 37. Головне заняття мешканців — хліборобство; окрім того населення займається випалюванням вугілля, перепродажем дров на паливо та лісового матеріалу, від чого отримує прибутку до 700 р. за рік; деякі селяни вирушають на заробітки у м. Київ як домашня прислуга. Відстань від повітового міста до хутора — 50 верст, від найближчих: залізничної та пароплавної станції — 50 верст, поштово-телеграфної та поштової (земської) — 30 верст. Залізнична та пароплавна станції мають назву „Київ“, поштово-телеграфна та поштова-земська знаходяться у містечку Гостомель. У хуторі Пороскотень рахується землі 33 десятини, належної селянам. Хутір належить поміщику Сергію Павловичу фон Декрвізу; кількість землі вказано при с. Пилиповичах; селянство ведеться у селян за трьохпільною системою. На хуторі є один водяний млин».
Село входило до складу Гостомельської волості Київського повіту Київської ж губернії.
9 листопада 1970 року видано рішення виконавчого комітету Київської обласної ради депутатів трудящих №767 Про зміни в адміністративно-територіальному поділі окремих районів області, відповідно до якого село Пороскотень Новогребельської сільради передане у підпорядкування Клавдієво-Тарасівській селищній раді Бородянського району.

## Джерело
- Л. І. Похилевич «Перекази про населені місцевості Київської губернії статистичні, історичні та церковні нотатки про всі хутори, села, городки та міста, що знаходяться в межах губернії» вид. Києво-Печерської лаври 1864 р.